# Symphurus minor
 Symphurus minor és un peix teleosti de la família dels cinoglòssids i de l'ordre dels pleuronectiformes que viu a l'oest de l'oceà Atlàntic.